# Castelo d'Allègre (Gard)

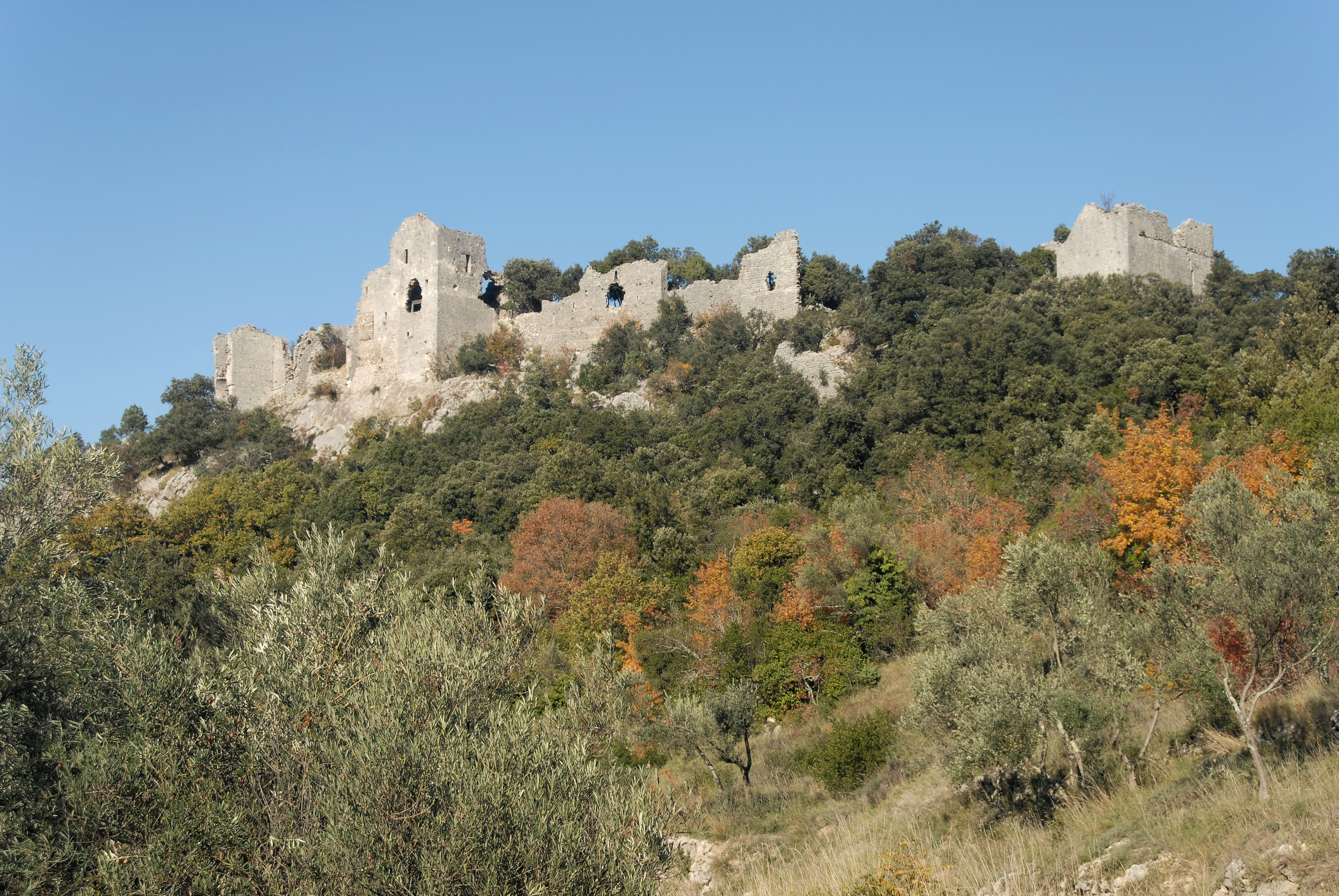

O Château d'Allègre é um castelo em ruínas na comuna de Allègre-les-Fumades, no departamento de Gard, na França.

## História
A primeira menção de um castrum chamado Alegrio data de 1136, quando Bernard de Ferreyroles prestou homenagem a Bernard Pelet, Barão de Alès.
O castelo está listado desde 1997 como um monumento histórico pelo Ministério da Cultura da França.